# Justicia odora
Justicia odora är en akantusväxtart som först beskrevs av Peter Forsskål, och fick sitt nu gällande namn av Vahl. Justicia odora ingår i släktet Justicia och familjen akantusväxter. Inga underarter finns listade i Catalogue of Life.